# Trog!
Trog! — аркадная видеоигра в жанре лабиринта, разработанная и изданная Midway Manufacturing в 1990 году. В Северной Америке игра вышла под лейблом Bally/Midway, а затем компания Williams Electronics издала её в Европе. Игроки управляют одним из четырёх динозавров, убегающих от пещерных людей — трогов. Игровой процесс схож с Pac-Man: необходимо собрать все предметы в лабиринте и съесть особый бонус, чтобы получить возможность атаковать преследователей. Trog! поддерживает до четырёх игроков одновременно. Первоначально проект задумывался как сочетание головоломки и стратегии, но после негативных отзывов тестировщиков был переработан в стиле Pac-Man. Игра использует пластилиновую анимацию, которую Midway назвала «Playmation». Acclaim Entertainment выпустила версии для Nintendo Entertainment System и MS-DOS в 1990 и 1991 годах соответственно, сократив число одновременных игроков до двух. Критики положительно оценили как аркадную, так и NES-версию игры.

## Игровой процесс
Trog! — компьютерная игра в жанре лабиринта, разработанная по мотивам Pac-Man. Игроки управляют динозаврами, напоминающими тероподов с головами, похожими на стиракозавров. Действие происходит на 49 островах вымышленной страны Ог, населённой одноглазыми пещерными людьми — трогами. Цель игры — собрать все цветные яйца на карте, избегая при этом трогов.
В отличие от Pac-Man, динозавры способны атаковать в любой момент ударом, не требующим специального усиления. На уровнях случайным образом появляются бонусы, облегчающие прохождение. К ним относятся красные цветы, увеличивающие скорость игрока; кубики льда, замораживающие всех трогов на экране; ананасы, превращающие персонажа во взрослого тираннозавра, временно способного поедать трогов (что функционально схоже с энергетическими шариками из Pac-Man, но появляется непредсказуемо); а также факел, наделяющий динозавров временной способностью извергать огонь.
Многопользовательский режим поддерживает от двух до четырёх игроков, соревнующихся на одном экране в сборе яиц своего цвета. Участники могут как атаковать, так и защищать друг друга, однако действие бонусов распространяется на всех персонажей без исключения. Многие уровни не имеют стен, что позволяет персонажам падать в море при неосторожном передвижении по краю островов. Троги подвержены тем же опасностям, что и игроки: они могут пострадать от собственных ловушек, огня и ям, что придаёт игре комический эффект. При приближении трога к краю экрана игрок может одним ударом сбросить его в море, получив за это дополнительные очки.

## Разработка
Разработкой Trog руководили Джордж Петро и Джек Хейгер, ранее участвовавшие в создании других игр Midway, включая NARC. Хейгер также отвечал за художественное оформление и графику «Playmation», в которой модели персонажей создавались с помощью техники пластилиновой анимации. Программированием занимались Джордж Петро и Курт Махан, а Крис Граннер написал музыку и создал звуковые эффекты. В проекте также участвовали другие сотрудники компании.
Первоначальный концепт игры, названный «Revision 4.00», представлял собой сочетание головоломки и стратегии. Игрокам предстояло управлять рукой, раскладывая кости для направления своего динозавра по нужному маршруту. Эта идея, однако, была крайне негативно воспринята во время тестирования. Согласно некоторым источникам, один из тестировщиков даже изменил надпись на кнопке размещения костей на игровом автомате, добавив букву «R» к кнопке «bone». Из-за плохой реакции Midway рассматривала возможность полной отмены проекта. Однако игра получила второй шанс по двум причинам: во-первых, Хейгер уже потратил значительную часть бюджета на пластилиновую анимацию, а во-вторых, один из тестировщиков предложил переработать концепцию в стиле Pac-Man.
Первый выпуск игры Trog! состоялся в марте 1990 года в Северной Америке на аркадных автоматах компании Midway. В феврале 1991 года Williams выпустила игру в Европе. В 1990 году Software Creations разработала версию для DOS, сохранившую основные черты оригинала. Однако DOS-версия поддерживала только двух игроков вместо четырёх, предлагая в качестве игровых персонажей Блупа и Рекса. В октябре 1991 года Visual Concepts портировала игру на Nintendo Entertainment System (NES). Издателем в Северной Америке и позже в Европе выступила компания Acclaim. Версия для NES имела ряд существенных отличий, включая изменённую графику и звук, поддержку только двух игроков (Блуп и Спайк) вместо четырёх, а также другие изменения.

## Наследие
| Иноязычные издания       | Иноязычные издания |
| Издание                  | Оценка             |
| ------------------------ | ------------------ |
| Nintendo Power           | (NES) 2.8/5.0      |
| Aktueller Software Markt | (NES) 8/12         |
| Consoles +               | (NES) 70%          |
| Hobby Consolas           | (NES) 93/100       |
| Mean Machines            | (NES) 74%          |
| N-Force                  | (NES) 88%          |
| Play Time                | (NES) 62%          |
| Total!                   | (NES) 67%          |
| Video Games              | (NES) 71%          |

Игровой автомат Trog! мельком появляется в фильме «Терминатор 2: Судный день» 1991 года. Персонажи игры также встречаются в последующих проектах Midway. В игре Revolution X один из трогов представлен в качестве «пасхального яйца», по которому можно стрелять. В CarnEvil трог появляется в секции «Шоу уродов» как экспонат, замороженный в глыбе льда с надписью «Застывший во времени!». Кроме того, динозавры из Trog! фигурируют в качестве противников на уровне Rickety Town той же игры.